# Adalberto, vojvoda Bergama
Princ Adalberto, vojvoda Bergama, italijanski general, * 19. marec 1898, † 15. december 1982.